# 大黃龜金花蟲
大黃龜金花蟲（学名：Basiprionota angusta）为金花蟲科鋸龜金花蟲屬下的一个种。